# Paluďaiho palác (Hlavní náměstí)
Palugyayův palác je dům a národní kulturní památka na rohu Hlavního náměstí a Zelené ulice v Starém Městě v Bratislavě. V Bratislavě se nachází ještě další palác se stejným jménem Palugyayův palác (Pražská).

## Charakteristika
Palác má od roku 1880 neobarokní podobu, která je založena na tradici francouzského baroka. Postaven byl pro Františka Palugyay, který byl významným obchodníkem s vínem.